# Heure allemande
L’expression heure allemande est généralement utilisée comme synonyme de l’occupation par l’Allemagne pendant la Seconde Guerre mondiale de la France, et de la Belgique depuis la parution en 1945 du roman Mon village à l'heure allemande de Jean-Louis Bory,, qui obtiendra le prix Goncourt la même année. Cette expression est également utilisée, mais moins souvent, comme symbole de l’occupation allemande pendant la Première Guerre mondiale.

## En France

### Avant la Première Guerre mondiale
L’heure légale avait été créée en France en 1891 et définie par la loi du 9 mars 1911 (en vigueur jusqu'en 1978) comme « l'heure du temps moyen de Paris retardée de neuf minutes vingt et une secondes ». En fait, cette définition signifiait que l'heure en France était le temps universel, ou temps moyen de Greenwich, abrégé en GMT (Greenwich Mean Time), adopté comme temps officiel à travers toute la Grande-Bretagne en 1880. 

### Pendant la Première Guerre mondiale
Pendant la Première Guerre mondiale, les territoires français étaient à l’heure française ou à l’heure allemande selon qu’ils étaient ou non occupés par l’Allemagne, Mulhouse passera ainsi de l’heure allemande à l’heure française le 8 août 1914, reviendra à l’heure allemande le 10, repassera à l’heure française le 22, retournera à l’heure allemande le 24 et ne reviendra à l’heure française que le 17 novembre 1918 (avant de passer à nouveau à l’heure allemande en 1940 pour revenir à l’heure française le 24 novembre 1944).
L'heure dite « d'été » a été légalisée par la « loi ayant pour objet d'avancer l'heure légale » du 9 juin 1916 qui disposait dans son article unique : « Jusqu'au 1er octobre 1916, et à partir d'une date qui sera déterminée par décret, l'heure légale, telle qu'elle a été fixée par la loi du 9 mars 1911, sera avancée de soixante minutes. ». Le « décret pris en exécution de la loi ayant pour objet d'avancer l'heure légale » pris le lendemain, 10 juin 1916, disposait que « Dans la nuit du 14 au 15 juin, à vingt-trois heures, l'heure légale sera avancée de soixante minutes ».

### Pendant l’entre-deux-guerres
Pendant l’entre-deux-guerres, la loi du 24 mai 1923 disposait que chaque année, l’heure légale serait avancée de 60 minutes (GMT +1), du dernier samedi de mars à 23 heures au premier samedi d’octobre à 24 heures. La loi fut appliquée jusqu’en mars 1939, mais le retour à l’heure d’hiver (GMT) fut retardé et n’eut lieu que dans la nuit du 18 au 19 novembre 1939. De même, le retour à l’heure d’été (GMT+1) fut avancé à la nuit du 24 au 25 février 1940.

### Pendant la Seconde Guerre mondiale
Lors de la débâcle de mai-juin 1940, l’Allemagne était à l’heure d’été allemande (GMT+2). Pour éviter des problèmes, l’armée allemande imposa l’heure allemande au fur et à mesure de sa progression. L’adoption de l’heure allemande en territoire occupé sera parfois légalisée, comme par le Bulletin municipal officiel de la ville de Paris du 15 juin, qui invitait « à avancer d’une heure les horloges, pendules et montres le 14 juin à 23h00, de façon à les porter à minuit ». Le plus souvent, la population avait été informée par des ordres des autorités militaires ou par la presse. 
Cela a d'ailleurs posé un problème pour l'application de l'armistice du 25 juin 1940 à 01h35 (heure des territoires occupés), car les soldats français encerclés dans les casemates de la ligne Maginot n'ont cessé de tirer un maximum d'obus inutilisés lors de la nuit du 24 au 25 juin 1940 pour n'en rendre qu'un minimum aux Allemands. Pour eux, 01h35 était « l'heure française » (GMT+1). Les Allemands, constatant que les fortifications françaises continuaient à tirer au-delà de 01h35 (GMT+2), en ont déduit que la ligne Maginot ne respecterait pas l'armistice. À 02h35 (GMT + 2 heures) les canons français se sont tus. Il était alors 01h35, heure française des territoires non occupés (GMT+1).
L’horloge parlante de l’Observatoire de Paris, qui avait provisoirement fonctionné depuis Bordeaux, puis avait cessé d’émettre, reprit son fonctionnement à « l’heure allemande ». Le changement d’heure ne s’appliquera qu’en zone occupée. Paris sera ainsi en avance d’une heure sur Vichy. Le passage à l'heure allemande pour la ville de Bordeaux se fait dans la nuit du lundi 1er au mardi 2 juillet 1940 à 23h00.
Encore fallait-il que l’alternance des heures d’été et d’hiver françaises et allemandes coïncident. Mais les autorités de Vichy ne pouvaient deviner à l’avance le jour auquel l’Allemagne changerait d’heure, ce qui causa des problèmes inextricables et donna lieu à de multiples rebondissements pour la confection des horaires de chemin de fer de la SNCF. L’alternance des heures d’été et d’hiver continuera pendant la guerre, mais l’heure deviendra commune (et allemande) entre les deux zones par le décret du 16 février 1941.

### À la Libération
Lors de la Libération, les territoires libérés resteront d’abord à l’heure d’été allemande (GMT+2). Le 8 octobre 1944, les zones libérées passent à l’heure d’hiver (GMT+1) à la suite du décret du gouvernement provisoire de la République française. Le 2 avril 1945, on revient à l’heure d’été « allemande » (GMT+2). Le décret no 45-1819 du 14 août 1945 prévoyait que la France reviendrait à « l’heure française d’hiver » en deux temps : 
- de GMT + 2 à GMT + 1 le 16 septembre 1945 à trois heures (soit 01h00 GMT), et
- de GMT + 1 à GMT le 18 novembre 1945 à trois heures (soit 02h00 GMT).

Mais le deuxième passage fut annulé par le décret no 45-2782 du 5 novembre 1945 et la France resta à l’heure (GMT + 1) d’été, ou, en d’autres termes, à… l’heure allemande d’hiver. Elle y restera jusqu’au 28 mars 1976, lorsque le régime d'heure d'été a été réintroduit en France.
Notons que dans les campagnes françaises, dans les années 1950, on disait  "il est 15h00 à la nouvelle" ou "il est 14h00 à l'ancienne" pour ne pas parler d'heure "allemande" (la "nouvelle").

## Hors de France
Des changements d’heure ont été opérés dans la plupart des pays occupés par l’Allemagne pendant les Première et Seconde guerres mondiales[réf. nécessaire]. Par exemple, les Pays-Bas avaient adopté en 1909 l’heure d'Amsterdam ou « heure néerlandaise », définie comme GMT+00 h 19 min 32 s 13 puis, pour simplifier, modifiée en GMT+00 h 20 min le 17 mars 1937. Dès son occupation en 1940, le pays passa à l’heure allemande et resta à GMT + 1 après sa libération.
L’influence de l’Allemagne pendant la Seconde Guerre mondiale était telle que l’Espagne franquiste avança son fuseau horaire d’une heure en 1942 pour s’aligner sur celui de l’Allemagne.
On peut noter que, de façon similaire, plusieurs pays d’Asie ont connu des changements horaires à la suite de leur occupation par le Japon. La Malaisie, qui avait adopté le fuseau horaire GMT+06 h 46 min 48 s, simplifié en GMT+7 en 1905, puis modifié en GMT+7 h 30 min, est passée à GMT+9 à la suite de l'invasion japonaise en 1942.